# Asinip
Asinip – wieś w Rumunii, w okręgu Alba, w gminie Lopadea Nouă. W 2011 roku liczyła 121 mieszkańców.